# ماناريا فريندز
ماناريا فريندز (باليابانية: マナリアフレンズ، بالروماجي: Manaria Furenzu) هو مسلسل أنمي تلفزيوني من إخراج هيديكي أوكاموتو، ومن إنتاج استوديو سيغيم بكتشرز، مقتبس سلسلة ألعاب الفيديو غضب باهاموت. عرض الأنمي في 20 يناير عام 2019 واستمر عرضه حتى 24 مارس عام 2019، وتكون من 10 حلقات.

## القصة
تدور أحداث القصة عن ميستريا هي مدرسة سحر مرموقة، وتقوم بتدريس السحر دون تمييز.

## الشخصيات
آني (باليابانية: アン، بالروماجي: An)
أداء صوتي: يوكو هيكاسا
غريا (باليابانية: グレア، بالروماجي: Gurea)
أداء صوتي: أياكا فوكوهارا
هانا (باليابانية: ハンナ، بالروماجي: Han'na)
أداء صوتي: نانا ميزوكي
أوين (باليابانية: オーウェン، بالروماجي: Ōwen)
أداء صوتي: واتارو هاتانو
لو (باليابانية: ルゥ، بالروماجي: Rū)
أداء صوتي: كيكوكو إينوي
ميراندا (باليابانية: ミランダ، بالروماجي: Miranda)
أداء صوتي: كيكوكو إينوي
ويليام (باليابانية: ウィリアム، بالروماجي: Wiriamu)
أداء صوتي: يوما أوتشيدا
هينلين (باليابانية: ハインライン، بالروماجي: Hainrain)
أداء صوتي: تشيهارو ساواشيرو
بوبي (باليابانية: ポピー، بالروماجي: Popī)
أداء صوتي: لين

## وصلات خارجية
- موقع الأنمي الرسمي باللغة اليابانية
- ماناريا فريندز على موقع IMDb (الإنجليزية)
- ماناريا فريندز على موقع كينوبويسك (الروسية)
- ماناريا فريندز على موقع قاعدة بيانات الفيلم (الإنجليزية)
- ماناريا فريندز على موقع ANN anime (الإنجليزية)